# 戈爾多峰 (特魯希略州)
9°05′11″N 70°35′11″W / 9.0863°N 70.5865°W
戈爾多峰（西班牙語：Cerro Gordo），是委內瑞拉的山峰，位於該國西部特魯希略州，屬於梅里達山脈中聖多明各山脈的一部分，處於與梅里達州接壤的邊界，海拔高度3,750米。